# Mark Schultz (zapaśnik)
Mark Philip Schultz (ur. 26 października 1960 w Palo Alto) – amerykański zapaśnik w stylu wolnym. Dwa razy występował na Igrzyskach Olimpijskich. Mistrz z Los Angeles 1984 roku, 6 miejsce w Seulu 1988. Dwukrotny mistrz świata w 1985 i 1987; siódmy w 1986 i odpadł w eliminacjach w 1983. Zwycięzca Igrzysk Panamerykańskich i Mistrzostw Panamerykańskich z 1987 roku, a także zdobywca Pucharu Świata w 1982.
Zawodnik Palo Alto High School w Palo Alto i University of Oklahoma. Trzy razy All American (1981-1983), za każdym razem pierwszy w NCAA Division I. Outstanding Wrestler w 1982 roku.
Jest honorowym członkiem Galerii Sławy w zapasach.
Jego brat Dave Schultz, także został złotym medalistą olimpijskim w 1984 roku.